# 下瀬火薬
下瀬火薬（しもせかやく）は、大日本帝国海軍技師の下瀬雅允が実用化した火薬（砲弾の炸薬）である。日露戦争当時の帝国海軍が使用し、日露戦争における大戦果の一因とされた。
成分は純粋ピクリン酸であるが、砲弾への充填方法に特徴があった。具体的には、金属と反応するピクリン酸を、腔発が発生しないように、かつ大量に、砲弾に充填する技術を確立していた。一方、帝国陸軍が用いたピクリン酸炸薬である黄色火薬では腔発が多発したという。

## 概要
1931年（昭和6年）2月時点の下瀬火薬の領収規格によると、下瀬火薬は純粋ピクリン酸である（それ以前の規格の変遷は不明）。
下瀬火薬は1888年（明治21年）に実用化され、1899年（明治32年）には大量生産が開始され、日露戦争（1904年〈明治37年〉 - 1905年〈明治38年〉）で大きな役割を果たした（「歴史」節で詳述）。
日露戦争当時、他国海軍の用いていた炸薬は黒色火薬や綿火薬（ニトロセルロース）であったが（ロシア帝国海軍は綿火薬を用いていた）、下瀬火薬は、それらより爆発力が強かった。ピクリン酸は、鉄と接触すると、ピクリン酸塩を生成して爆発する。爆発の際には摂氏3千度の高熱を発する。日露戦争当時の世界で最大の爆発力を持つ炸薬であった下瀬火薬は、いわば帝国海軍の秘密兵器であった。大日本帝国海軍が砲弾に下瀬火薬を14%充填していたのに対し、ロシア帝国海軍は綿火薬を2.5%充填していた。
大日本帝国海軍の連合艦隊が、明治38年5月27日の日本海海戦でロシア帝国海軍のバルチック艦隊を粉砕したことには、焼夷力が極めて強い下瀬火薬が貢献したとされる。
黄海海戦（明治37年8月10日）と日本海海戦の2つの海戦に参加したロシア帝国海軍のセミョーノフ中佐は、日本海海戦における下瀬火薬の威力を次のように表現している。

## 歴史
下瀬火薬は、フランスで開発されたピクリン酸炸薬であるメリニットのサンプルを下瀬が分析し、メリニットより爆発力の強い純粋ピクリン酸を炸薬に用いるアイディアを得て、研究の末に実用化したもの。
下瀬は、1888年（明治21年）に、列国に先んじて純粋ピクリン酸を砲弾などに注入して炸薬とすることに成功した。酸性の強いピクリン酸は、砲弾の素材である鉄と不安定な塩を形成して暴発する危険があったが、下瀬は砲弾の内側に漆を塗ってピクリン酸と鉄を分離することを考案してこの問題を解決した。
下瀬火薬が実用化された後に、フランスが「新型火薬」を日本に売り込んできた。フランスに派遣された富岡定恭は、「新型火薬」のサンプルが提示された際に、微量を自分の爪の中にすり込んで持ち帰った。この微量の試料を分析した結果、下瀬火薬と同様のピクリン酸であると判明したという。
下瀬が、下瀬火薬（純粋ピクリン酸）の試作に成功した後も、当時の日本の技術レベルでは手工業的な生産しかできず、量産は困難であった。
1898年（明治31年）1月から1年間、下瀬は、ピクリン酸製造技術の導入のため、欧米を視察した。ドイツのグリーシャム社の元技師長であるバーニッケと会い、5万円の代価で、ピクリン酸合成工場設計図20枚余、及びピクリン酸製造技術の提供を受ける契約を結んだ。しかし、代価の5万円は支払われず、バーニッケは1906年（明治39年）4月に契約履行を迫る書簡を送り、下瀬はこれを受けて斎藤実海軍大臣に上申を行ったが黙殺された。
1899年（明治32年）に設立された海軍下瀬火薬製造所によって下瀬火薬の大量生産が始まった。下瀬火薬は日露戦争（1904年（明治37年）- 1905年（明治38年））で大きな威力を発揮することとなった。なお、下瀬火薬製造所は小規模な工場で、戦争中の拡充もなされなかったが、必要量は生産できたものと思われる。
ピクリン酸は衝撃に対して感度が鋭敏であるという問題があり、その後諸外国や日本陸軍ではトリニトロトルエン（TNT）への移行が進んだが、日本海軍は出遅れた。また、海軍はピクリン酸の生産法においても従来の石炭酸法に代わるヂニトロ法の開発で陸軍より遅れた。海軍ではTNTの原料であるトルエンの生産量の問題や陸軍がTNTを採用していることから、TNA系火薬を下瀬火薬に代わるものとして開発を進めた。新爆薬が開発されていっても、航空爆弾用は依然として下瀬火薬であった。下瀬火薬生産では民間の由良染料、三井鉱山三池染料工業所への助成が行われ、それらに依存することとなっていった。
1937年7月の日中戦争勃発に伴い航空爆弾の需要が増加すると下瀬火薬の生産規模拡大が図られるも、その後の戦況の変化により需要は減少。そして、1938年6月に南昌において上述のピクリン酸の欠点に起因する問題（被弾機の爆弾爆発が友軍機の誘爆をもたらす）が発生したことにより航空爆弾用も下瀬火薬からH乙爆薬（TNA＋HNDA）へと変更されることとなった。

## 欠点
下瀬火薬を使用する艦砲の自爆事故（膅発）が相次いだ。これはピクリン酸そのものの欠陥ではなく砲弾に火薬を充填する技術の未熟さが原因ではなかったかと推測されている。当時の技術では大きな砲弾に溶填した場合に気泡を取り除く技術が不完全だったため内部にホットスポットができやすく、そのために砲弾を発射した衝撃で低速爆轟が生起したために自爆したと考えられている。
ピクリン酸は鉄などの重金属と反応して非常に衝撃に敏感な塩を作る性質があるため、砲弾内部の漆とワックスにごくわずかでも隙間があって砲弾本体と触れると自爆の危険性は激増することになった。欧米諸国では、この欠点を解消するため、ピクリン酸をアンモニウムなどアルカリと混合して塩にした、リッダイト、エクラジット、D爆薬などの爆薬を開発した。
また、ピクリン酸は毒性が高い物質である。
このような欠点があるため、下瀬火薬は、のちにTNTや環状ニトロアミン系高性能爆薬（トリメチレントリニトロアミン等）に代替されることになった。

## 誤解
下瀬火薬は、砲弾に充填する炸薬であり、砲弾を発射する推進薬ではない。
※ 仮に、下瀬火薬のような爆速の速い火薬を推進薬として用いると、砲が破裂してしまう。炸薬と反対に、推進薬は爆速の遅いものを用いなければならない。
日露戦争で日本海軍が推進薬に用いたコルダイト（イギリスから輸入していた）は発射時の煙が少なかった。一方、ロシア海軍が推進薬に用いた黒色火薬は発射時の煙が多かった。
「下瀬火薬は燃焼時に黒煙を発生せず、日本海軍は視界を遮られることなく連射が可能であった。一方、ロシア海軍は発射に黒色火薬を用いており、視界を遮られて連射ができなかった」といった記述が多々見られるが、下瀬火薬を推進薬に用いる部分は誤りである。なお、下瀬火薬（ピクリン酸）を穏やかに加熱した場合には黒煙を出して緩やかに燃焼する。